# Institutul Cultural Român
L'Institut Cultural Romanès, (en romanès Institutul Cultural Român) és una institució que promou la cultura romanesa dintre i fora del territori romanès, motiu pel qual és el principal agent de promoció internacional cultural de Romania. L'ICR ha reorganitzat la Fundació Cultural Romanesa (en romanès Fundaţiei Culturale Române) i l'Editorial Fundació Cultural Romanesa (en romanès Editurii Fundaţiei Culturale Române).
L'Institut Cultural Romanès, que té la seu central a Bucarest, està sota l'autoritat directe del President de Romania, essent aquest el President d'Honor de l'Institut. El President actual de l'Institut és Horia-Roman Patapievici.
En el període comprès entre els anys 2005 i 2008, l'ICR està portant a terme tot un seguit de projectes, essent la prioritat de l'Institut establir ponts de comunicació entre les diferents comunitats de parla romanesa que estan ubicades als diferents estats veïns de Romania. L'Institut, que va començar les seves activitats l'any 1992 i organitza any rere any cursos d'estiu per perfeccionar l'ensanyament i l'aprenentatge del romanès.
La filial de l'Institut Cultural Romanès, té una filial a Transsilvània, el Centre d'Estudis Transsilvans (en romanès Centrul de Studii Transilvane), dedicant-se a potenciar activitats culturals pròpies de Transsilvània.

## Centres culturals
L'Institutl Cultural Romanès consta amb 15 centres culturals fora de Romania:
- Berlín
- Budapest
- Istanbul
- Lisboa
- Londres
- Madrid
- Nova York
- París
- Praga
- Roma
- Estocolm
- Tel-Aviv
- Varsòvia
- Venècia
- Viena

## Organismes amb una funció semblant
- Alliance Française
- British Council
- Goethe-Institut
- Instituto Cervantes
- Instituto Camões
- Società Dante Alighieri
- Institut Ramon Llull